# Jumeirah Lake Towers
Jumeirah Lake Towers es un enorme complejo en Dubái, Emiratos Árabes Unidos que consiste en 78 torres construidas a lo largo de la orilla del lago artificial Jumeirah Lake. El área total cubierta por estos lagos, pasos de agua y zonas construidas es de 730.000 m². El número de plantas de las torres se encuentra dentro del rango de los 34 pisos hasta los 65. La torre más alta de todo el complejo es el Almas Tower que está situada en su propia isla artificial, siendo la pieza central del complejo. Todas las torres residenciales se agrupan en grupos de tres. Esto hace que las áreas tengan un acceso más sencillo.

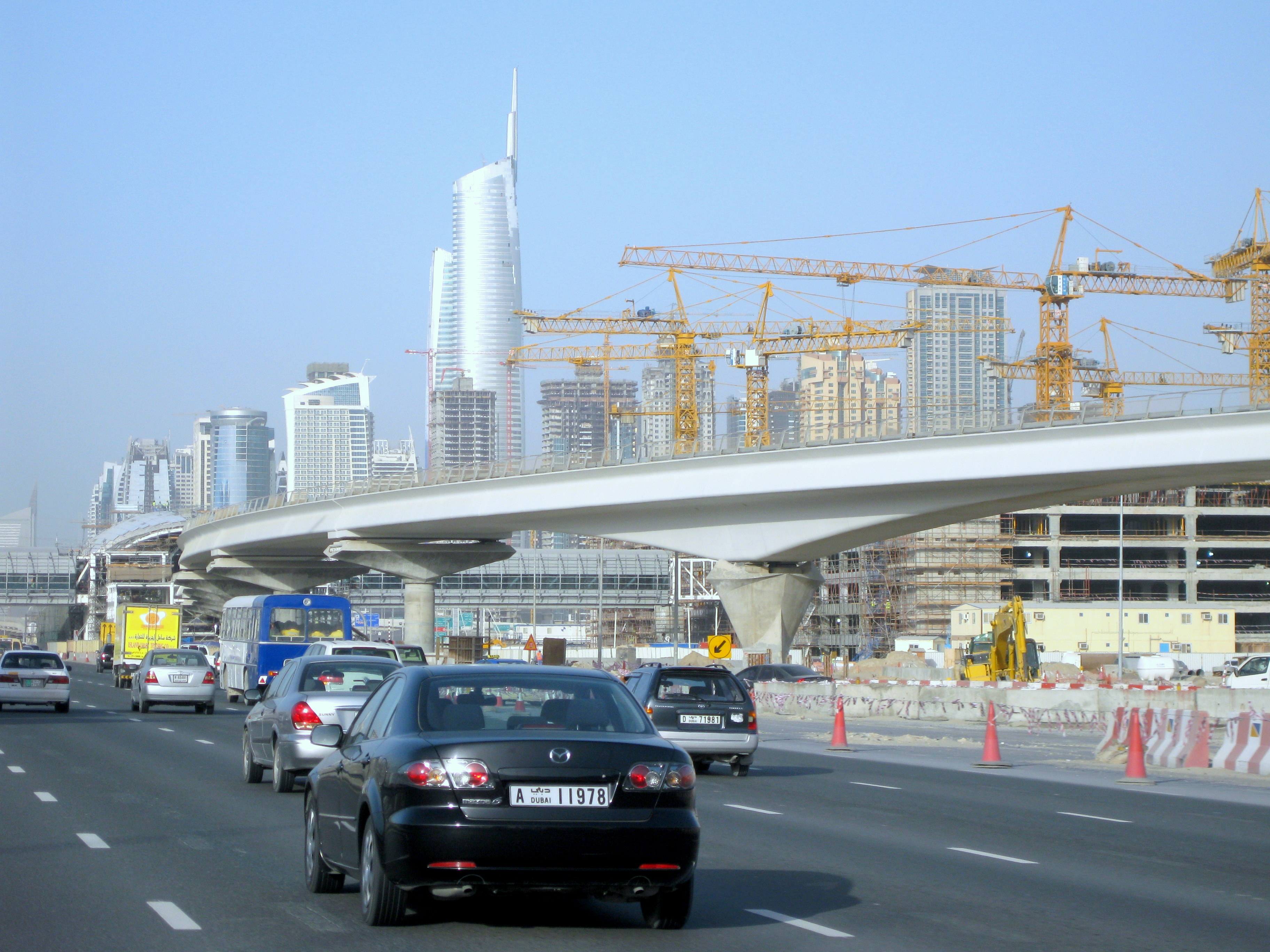
El complejo aún en construcción el año 2009. Sobresaliendo, el Almas Tower

La última torre fue finalizada el 2008, con las primeras torres ya construidas el 2006. La mayor parte de la construcción tuvo lugar a lo largo del 2007.
Una torre, Pacific Tower, fue propuesta como parte del plan, no obstante, el solar en que iba a construirse fue comprada por otra empresa y se convertirá en el solar para la torres Vue De Lac Towers.

## Incendio
El 18 de enero de 2007, dos trabajadores murieron y al menos 40 resultaron heridos, cuatro de ellos de gravedad, cuando se registró un incendio en una de las torres parcialmente construidas.

## Grupos de torres
Siete de los grupos de torres ya tienen nombre a fecha de junio de 2006. Todos ellos contienen tres torres. El nombre de los grupos viene determinado por la promotora y en algunos casos pueden tener diferentes nombres, dado que coinciden en el mismo grupo edificios de varias promotoras diferentes. Los grupos con nombre son éstos:
- Vue De Lac Towers
- Lake Shore Towers
- Armada Towers
- Seef Towers
- Green Lakes
- Wind Towers
- Saba Towers
- Jumeirah Bay